# General Elizardo Aquino
General Elizardo Aquino – dystrykt (distrito) w środkowym Paragwaju, w departamencie San Pedro o powierzchni 816 km². Stanowi jeden z 18 dystryktów departamentu. W 2002 roku zamieszkany był przez 21 607 osób. Miejscowość General Elizardo Aquino jest jedynym ośrodkiem miejskim na obszarze dystryktu.

## Położenie
Graniczy z czterema dystryktami: 
- Villa del Rosario na północy i zachodzie,
- Choré na północy i wschodzie,
- San Estanislao na wschodzie,
- Itacurubí del Rosario na południu.

## Demografia
Tabela przedstawia zmiany liczby ludności od 1950 roku.
| Rok       | 1950  | 1962   | 1972   | 1982   | 1992   | 2002   |
| Populacja | 7 993 | 13 142 | 18 805 | 19 777 | 21 595 | 21 607 |